# Mike Amigorena
Mike Amigorena, właściwie Michael Amigorena (ur. 30 maja 1972 roku w Maipú, w prowincji Mendoza) – argentyński aktor. 
Ma włoskie pochodzenie ze strony matki i Basków ze strony ojca, ma dwie starsze siostry: Gracielę i Lilet. Był dzieckiem problematycznym, powtarzał trzy razy czwartą klasę gimnazjum i został wyrzucony z kilku szkół. W 1992 roku aż do ukończenia dziewiętnastego roku życia lat w Buenos Aires imał się różnych prac, w tym jako dostawca pizzy, kablówki, kadet, adwokat i model. Przez rok studiował teatr z Santiago Dorią, a następnie naukę kontynuował w Asociación Argentina de Actores z Alfredo Zemmą. Poznawał także umiejętności błazna, klauna i pracy z maską pod kierunkiem Cristiny Moreira. W 1998 zadebiutował na scenie w sztuce Franka Wedekinda Wiosenne przebudzenie (Despertar de primavera).

## Filmografia

### telenowele/programy TV
- 2008: Los Exitosos Pells (Telefe) jako Gonzalo
- 2007: Flash informativo (Sony Entertainment Television)
- 2007: El Capo (Telefe)
- 2006: Amor mío/El canal de las estrellas (Meksyk)
- 2006: Jesteś moim życiem (Sos mi vida; Canal Trece) jako Rolando Martínez
- 2006: Miradas y colores
- 2005: ¿Quién es el jefe? (Telefe)
- 2005: Las aventuras del doctor Miniatura (Telefe)
- 2005: Una Familia especial (Canal Trece) jako Helios Schneider
- 2004: Pomoc domowa (La niñera; Telefe)
- 2004: Reality TV (América TV)
- 2003: Malandras (Canal 9)
- 2002: Tiempo final (Telefe)
- 2002: Franco Buenaventura (Telefe)
- 2002: Arteweb (Canal (á))
- 2001: Cuatro amigas (Canal Trece)
- 2001: Tiempo final (Telefe)
- 2001: La cajita social show
- 2001: Caiga Quien Caiga
- 2000: Tiempo final (Telefe)
- 2000: El ratón en la red (Canal (á))
- 2000: El galpón
- 2000: Viva la diferencia (América TV)
- 2000: Los buscas de siempre (Azul Televisión)
- 1999: Zbuntowany anioł (Muñeca brava; Telefe)
- 1999: Gasoleros (Canal Trece)
- 1999: Pentagrama musical (Utilísima)
- 1998: Ricos y famosos (Canal 9)
- 1998: Como pan caliente (Canal Trece)
- 1997: Naranja y media
- 1995: Rostro de venganza
- 1994: Montaña rusa (program TV)
- 1993: Casi todo, casi nada
- 1992: La estación de Landriscina
- 1992: Los Benvenuto (Telefe)

### miniseriale TV
- 2004: Sin código jako Tomás Coronado

### filmy fabularne
- 2009: Tetro jako Abelardo
- 2008: Yo soy sola jako Nacho
- 2007: Horizontal-vertical
- 2006: Un Peso, un dolar jako El Langa
- 2004: Tus ojos brillaban
- 2002: Camanfildenois
- 2001: Vida en marte
- 2000: Pescado crudo